# مختاریه (روستا)
مختاریه یا مختاریت (به لاتین: Muxtariyyət، از ۱۲ ژوئن ۲۰۱۸ قدیم‌تالا Qədimqala) یک منطقهٔ مسکونی در جمهوری آذربایجان است که در شهرستان شمکور واقع شده‌است. مختاریه ۳٬۰۸۸ نفر جمعیت دارد.
در ترکی آذربایجانی به مختاریت معنی خودمختاری می‌دهد.